# Ulrich Weber (Autor)
Ulrich Weber (* 23. Juli 1940 in Aarau; † 9. April 2015) war ein Schweizer Journalist und Schriftsteller.
Weber ist in Aarau aufgewachsen und leitete ab 1969 das Lokalressort Aarau beim Aargauer Tagblatt. 1979 verfasste er den satirischen Roman Die Bundesrätin, fünf Jahre vor der Wahl Elisabeth Kopps in den Bundesrat. In dieser Geschichte über den Feminismus kämpft die Gerichtsschreiberin Lisebeth Läuchli für den Erhalt eines Quartierladens. Ohne grosses eigenes Zutun gelingt ihr eine politische Laufbahn, die sie bis in den Bundesrat führt.
1982 wechselte Weber zum Schweizer Fernsehen. Dort wurde er Unterhaltungschef. Der verheiratete Vater von drei Kindern wohnte weiter in Aarau und schrieb hobbyhalber weitere Bücher. Ab Juni 1983 erschienen von ihm Wochengedichte in der Satirezeitschrift Nebelspalter. Das Buch Das hohe C im Sektor D umfasste 1987 eine Sammlung von 111 Gedichten.
Den grössten Erfolg feierte er mit den Tagebüchern des Knaben Tobias. Diese heiteren Romane waren für Kinder geschrieben, wurden aber auch von Jugendlichen und Erwachsenen gelesen. Die erste Auflage des ersten Tobias-Buchs war innert einer Woche ausverkauft. Weitere Auflagen und eine Radio-Lesung mit Schauspieler Peter Fischli folgten. Auf der Grundlage der beiden Tagebücher strahlte das Schweizer Fernsehen 1994 die 20-teilige Familienserie Tobias mit in sich geschlossenen Folgen aus. Im gleichen Jahr begann zudem die Fernsehserie Die Direktorin, welche auf einer Idee von Weber beruhte.

## Werke (Auswahl)
- 1978: Aargau. Eine Heimatkunde für jedermann (mehrere Auflagen)
- 1979: Die Bundesrätin
- 1986: Die Sackgumper oder Das Bähnlein der sieben Aufrechten
- 1987: Das hohe C im Sektor D
- 1988: Mutter, Vater, Schwester und ich. Das Tagebuch von Tobias. Heiterer Roman (zahlr. Auflagen)
- 1990: Ich, Tobias, und die Taschendiebe. Das 2. Tagebuch von Tobias. Heiterer Roman
- 2001: Knigge für Leute von heute (mit Lucia Bleuler)